# 547 (số)
547 (năm trăm bốn mươi bảy) (số La Mã: DXLVII) là một số tự nhiên nằm sau số 546 và nằm trước số 548.